# Наводнения в Индия (2008)
Наводненията в Индия от 2008 година нанасят вреди на множество щати по време на сезона на мусоните в региона.
Те са най-вече в западните региони на Махаращра и Андхра Прадеш както и северен Бихар. В Индия сезонът на мусоните продължава обикновено от юни до септември. В Андхра Прадеш загиват 42 души в рамките на 48 часа заради внезапните силни валежи.

## Ранен мусон
Рано в началото на сезона на мусоните Западна Бенгалия и Ориса са ударени от силни валежи, които довеждат почти до ситуация на наводнения в двата щата. Загиват около 100 души най-вече в западните и северозападните части на двата щата.

## Наводнения през август
През август региона Конкан в щата Махаращра е засегнат от тежки дъждове, който поставят живота на много хора в опасност. Много междуградски влакове между Мумбай и Пуна са спрени. На 10 август 2008 г. голямо свлачище причинява множество вреди в един от академичните кампуси на Лонавла. Голям брой пасажери са заседнали по различни части на железопътната линия в западна Махаращра заради спирането на много влакове от Централната железница. Засегната е и автомобилния транспорт по магистралата Мумбай-Пуна.
В Мумбай тежките дъждове засягат градът и неговите предградия като затрудняват трафика и спират железопътния транспорт на 10 и 11 август.
В Абдхра Прадеш са изградени 119 лагера за помощ на пострадалите най-вече в регионите на Гунтур и Кришна. Кришна и Източен и Западен Годивари са най-силно засегнати от наводнението. В Андхра Прадеш са загинали 53 души. В Хайдарабад загиват 14 души след като върху тях се срива покривът на домът им.

### Бихар
В Бихар на 18 август над 1,2 млн. души са засегнати от разрушаването на укрепленията на река Коши в северната част на щата, където са наводнени много градове и села. Старши министъра на Бихар Нитиш Кумар се среща с министър-председателя Манмохан Сингх за да търси неговата помощ за справяне с „катастрофата“ причинена от наводненията. Наводненията в щата са причинени поради обръщане на посоката на река Коши в съседен Непал. Най-зле са засегнати районите Мадхепура, Багалпур, Арариа и Западен Чампаран. Военновъздушните сили на Индия помагат с хеликоптери, които спускат продукти в най-засегнатите райони.